# Niszczyciele rakietowe typu Takanami
Niszczyciele typu Takanami – japońskie niszczyciele rakietowe, które zaczęły wchodzić do służby w 2003. Dla Japońskich Morskich Siłach Samoobrony zbudowano pięć okrętów tego typu. Pierwsza z serii jednostek JS "Takanami" (DD-110) weszła do służby 12 marca 2003 roku.

## Opis
Projekt jednostek opracowano w oparciu o sprawdzone i wyprodukowane w liczbie 8 sztuk niszczyciele typu Murasame.
Okręty wyposażone są w 4 gazowe turbiny (2 x Ishikawajima Harima LM-2500 i 2 x Kawasaki Rolls Royce Spey SM1C), 2 szyby o sile 60 000. Do prędkości maksymalnej używane są wszystkie turbiny a dla marszowej tylko część z nich (COGAG).
Uzbrojenie stanowią wyrzutnie rakiet Mitsubishi Type 90 SSM-1B - rakiety morze-morze
 VLS Mk 41 32 cells:
 • Evolved Sea Sparrow - rakiety morze-powietrze 
 • rakiety przeciw okrętom podwodnym
 • 1 x Otobreda 127 mm/54 
 • 2 x 20 mm Phalanx CIWS 
 • 2 x wyrzutnie torped type 68 324 mm. Uzbrojenie artyleryjskie składa się z 2 uniwersalnych armat morskich OTO Melara  kal. 76 mm. Dopełnieniem są 2 śmigłowce SH-60J(K) w tym jeden przeciw okrętom nawodnym i podwodnym a drugi przeciw okrętom podwodnym.

### Zbudowane okręty
| Numer Taktyczny | Nazwa    | Położenie stępki | Zwodowany        | Wejście do służby | Port Macierzysty |
| --------------- | -------- | ---------------- | ---------------- | ----------------- | ---------------- |
| DD-110          | Takanami | 25 kwietnia 2000 | 26 lipca 2001    | 12 marca 2003     | Yokosuka         |
| DD-111          | Onami    | 17 maja 2000     | 20 września 2001 | 13 marca 2003     | Yokosuka         |
| DD-112          | Makinami | 17 lipca 2001    | 8 sierpnia 2002  | 18 marca 2004     | Sasebo           |
| DD-113          | Sazanami | 4 kwietnia 2002  | 29 września 2003 | 16 lutego 2005    | Kure             |
| DD-114          | Suzunami | 24 września 2003 | 26 sierpnia 2004 | 16 lutego 2006    | Maizuru          |